# Външна политика на Тунис
Външната политика на Тунис се определя от независимостта на страната на 20 март 1956.
Първият президент, Хабиб Бургиба, избира политика на необвързаност по време на Студената война, като същевременно поддържа тесни връзки с Европа и Съединените щати. Неговият наследник, Зин ел Абидин Бен Али, поддържа тунизийската традиция на добри отношения със Запада, като играе активна роля в арабските и африканските регионални органи: страната посреща през май 2004 г. 16-ата редовна сесия на срещата на високо равнище на Арабската лига (на която е член от 1958 г.) и редовно изпраща хуманитарна помощ за палестинците и на страните в криза. Страната е и един от основателите на ОАЕ, чието председателстване осигурява през 1994 – 1995, преди да участва в създаването на Африканския съюз през юли 2002 година. Тунис също подкрепя развитието на Съюза на Арабския Магреб, който включва Алжир, Мароко, Мавритания и Либия. Въпреки това напредъкът остава ограничен поради напрежението между Алжир и Мароко заради Западна Сахара. През февруари 2001 г., Тунис се присъединява към Общността на страните от Сахел – Сахара и е домакин на седалището на Африканската банка за развитие през 2003 г.

## Магреб
Вклинен между Алжир и Либия, Тунис винаги се стреми да поддържа добри отношения със своите съседи, въпреки някои временни напрежения. Тунис и Алжир разрешиха отдавнашен граничен спор през 1993 г. и си съдействаха при изграждането на транс-средиземноморския газопровод към Италия. Тунис също подписа споразумение с Алжир, за да се определят очертанията на морската граница между двете страни. Що се отнася до другия съсед, отношенията са по-трудни след отмяната от страна на Тунис на споразумение за сформиране на тунизийско-либийски съюз през 1974 година. Дипломатическите отношения са прекъснати между 1976 и 1977 г. и след това отново се влошават през 1980 г., когато бунтовници, подкрепяни от Либийската Арабска Джамахирия, се опитват да превземат град Гафса. През 1982 г. Международният съд решава спора относно разпределението на граничния дял на континенталния шелф (богат на петрол) в полза на Либия. Експулсирането от Либия на много тунизийски работници през 1985 г. и американски военни заплахи принуждават Тунис да ограничи техните отношения, които се нормализират отново през 1987 година. Въпреки че подкрепя санкциите на ООН, наложени на Либия, след американската въздушна бомбардировка, Тунис се стреми да поддържа добри отношения със своята съседка. По този начин той подкрепя вдигането на санкциите през 2003 г., като Либия отново се превръща в един от основните му търговски партньори. Въпреки това, двете страни все още имат спор за общата им морска граница.

## Средиземноморски басейн
Тунис също претендира за средиземноморско измерение. Той участва в Средиземноморския форум, като организира неговото издание от 2005 г., и стана първата средиземноморска страна, която подписва на 17 юли 1995 г. споразумение за асоцииране с Европейския съюз, за да укрепи своята опора в Европа.
С най-близкия си европейския съсед Малта, Тунис обсъжда понастоящем петролната експлоатация на континенталния шелф между двете страни.

## Близкият изток
Страната отдавна издига глас на помирение по въпроса за Близкия изток: Бургиба е първият арабски лидер, призовал за признаване на Израел от арабските страни по време на реч в Ерихон 3 март 1965 г. Страната подслонява седалището на Арабската лига от 1979 до 1990, както и това ООП от 1982 до 1993 г. (до нейния изпълнителен комитет се установява в Окупираните територии, макар че политическия ѝ отдел остава в Тунис). Страната също играе роля на модератор на мирните преговори в Близкия изток: Тунис е първата арабска държава, която посреща израелска делегация през 1993 г., в рамките на мирния процес, и поддържа представителство в Израел до началото на втората Интифада през 2000 година.

## Обединените нации
Политическата дейност Тунис все пак надхвърля регионалните граници. В реч пред Общото събрание на Организацията на обединените нации през 1999 г., президентът Бен Али призова за създаването на Световен Фонд за солидарност (по примера на Фонда за национално единство), за да се допринесе за борбата срещу бедността в най-нуждаещите се райони в света. Общото събрание единодушно прие на 20 декември 2002 г. резолюция за създаване на фонд, както и за вземане на практически мерки, необходими за неговото установяване.
Министерският съвет одобрява на 1 февруари 2011 г. присъединяването на страната към Международната конвенция за защита на лица срещу насилствено изчезване, към Римския статут относно Международния наказателен съд, към необвързващия Протокол-анекс към Международната конвенция срещу изтезанията, и към необвързващите протоколи към Международния пакт за граждански и политически права. Съветът решава също така да се разгледа възможността за оттегляне на резервите, формулирани от Тунис по времето на президента Бен Али спрямо Втория факултативен протокол към Международния пакт за граждански и политически права, целящ премахване на смъртното наказание, както и други международни конвенции, засягащи особено детството и премахване на всички форми на дискриминация по отношение на жените.
Двустранни отношения
Външна политика на Тунис
Бившият президент Зине Ел Абидин Бен Али държи на дългогодишната политика на Тунис за поддържане на добри отношения със Запада, съвместно с активна роля в Арабските и Африкански региони.
Президентът Хабиб Боргуиба не заема конкретна позиция, но подчертава близките отношения с Европа и САЩ.
Двустранни отношения
Африка
| Държава          | Начало на официални отношения | Бележки |
| Алжир            |                               | През 1993 Тунис и Алжир успяват да разрешат своя дългогодишен междуграничен спор и в кооперация изграждат Транс-средиземноморския газов поток през Тунис, свързвайки Алжир с Италия. През 2003 година заедно основават петролната компания Нумхид, с цел съвместното производство на петролни ресурси. Собствеността е споделена (50% на 50%) между две държавни компании – Сонатрач (Алжир) и ЕТАП (Тунис). Двете държави подписват съгласие с цел по ясно разграничаване на морската граница между Алжир и Тунис. |
| Коморски острови |                               | Двете държави имат установени дипломатически отношения. |
| Египет           |                               | През 50-те години на 20. век, цитирайки прагматични причини, президентът на Тунис Хабиб Боргуиба, критикува широко разпространената в Арабскоговорещи държави идеология за Арабски Национализъм видно промотиран от Египетския президент Гамал Абдел Насар. Тяхното несъгласие засята щъо и Арабската лига. Боргуиба и Насар успяват да достигнат до съгласие. Въпреки че отношенията са засегнати, както по времето на Насар, така и по времето на Ануар Садат, цялостната връзка между Египет и Тунис носи ползи и за двете държави. Отношенията се подобряват значително след Революцията в Тунис през 2011, особено след изборите 2011, когато ислямисткото движение „Ан Нахда“ печели в Тунис, по същото време както и Мюсюлманското братство в Египет. Отношенията между двамата президенти Монсеф Марзоуки и Мохамед Морси също са положителни. Вследствие на Египетския преврат от 2013 година обаче, отношенията между двете държави продължават да се влошават. Гледната точка на Тунис относно военния преврат в Египет е, че е прекалено кървав и тя е ясно заявена под формата на протест пред ООН. Този протест довежда до дипламатическа криза и индиректно разрушаване на политическите връзки, както и официални визити на всякакви нива. Победата на нерелигиозно ориентираният Нидаа Тунес в Тунизийските избори от 2014, води до подобряване на отношенията и визитите между министри и официални лица отново продължават. |
| Либия            |                               | Отношенията между Тунис и Либия са нестабилни и хаотични, от както Тунис отменя споразумение за съюз между двете държави през 1974. Дипломатическите отношения са нарушени през 1976, възобновени през 1977, и отново се влошават през 1980, когато либийски бунтовници се опитват да превземат Гафса. През 1982, Международният съд на ООН отсъжда в полза на Либия в разделянето на богатия на нефт континентален шелф, споделен с Тунис. През 1985, Либия отхвърла Тунизийските работници и отправя военни заплахи, което отново става повод за развалянето на отношенията. Те се нормализират отново през 1987. Тунис се старае да поддържа позитивни отношения със съседката си, въпреки че подкрепя наложените от ООН санкции във връзка с въздушните бомбардировки в Либия. През 2003 година Тунес подкрепя вдигането на санкциите на ООН в Либия и двете държави отново възстановяват търгоските си отношения. В днешни времена, двете държави са в диспут относно морски територии. |
| Мароко           |                               | Търговията между Мароко и Тунис се увеличава. В подпомагане на несигурните влакови връзки, през 2008 година двете държави започват пренос на товари по морски пътища. Също така фондовите борси на Тунис и Казабланка започват заедно да обявяват акциите на Магхрибанска компания, като този случай е свързан с превръщането на компанията от частна в публична. |

Северна и Южна Америка
| Аржентина |                 | Аржентина има посолство в Тунис. Тунис има посолство в Буенос Айрес. |
| Белиз     |                 | И двете държави са приели множество двустранни спогодби. |
| Бразилия  | 1956            | Бразилия има посолство в Тунис. Тунис има посолство в град Бразилия. |
| Канада    |                 | Канада има посолство в Тунис. Тунис има посолство в Отава. |
| Мексико   | 16 ноември 1961 | Мексико е признат в Тунис, заради посолството си в Алжир и поддържа почетно консулство в Тунис. Тунис е признат в Мексико, заради посолството си във Вашингтон, САЩ |
| Никарагуа |                 | Двете държави започват дипломатически отношения на 2 юли 2019 |
| САЩ       |                 | Щатите имат много добри отношения с Тунис, датиращи от над 200 години. САЩ поддържа официалното си присъствие в Тунис непрекъснато от 1795 година. Приятелската спогодба между двете държави е подписана 1799. Двете държави нямат подписани договори, свързани със сигурността, но отношенията им са близки, откакто Тунис обявява независимост. При всички положения отношенията между тях бързо са се изградили и това се вижда в здраво изградените връзки за взаимно подпомагане. САЩ и Тунис също така имат график за споделеното провеждане на военни тренировки. Богатата история за подпомагането на САЩ на сигурността на Тунис затвърждава тези връзки. Споделената военна комисия между САЩ и Тунис се събира ежегодно за обсъждане на възможности за военно съдействие, модернизирането на Тунизийската защитна програма и други мерки за сигурност. От 2015 г., Тунис и САЩ са партньори според Спогодбата между нечленове на НАТО. |

Азия
| Армения          | 15 юли 2002 | Двете държави установяват дипломатически отношения на 15 юли 2002 |
| Индия            |             | Отношения между Тунис и Индия |
| Иран             |             | През Май 2015, Тунис и Иран подписват договор за сътрудничество върху транспорт по път, вода и въздух. Подписан е по време на визитата на Тунизийския президент Абдерахим Зоуари в Иран. |
| Япония           |             | Тунис и Япония имат подписано съгласиеза безвизово пътуване на тунизийски граждани в Япония и японски граждани в Тунис, стига престоят да не надвишава 3 месеца. Япония също подпомага Тунис, както финансово, така и предоставяйки оборудване. Държавите с в приятелски отношения от обявяването на независимост на Тунис през 1956. От Май 2015, Тунис и Япония са съюзници според Спогодбата между нечленове на НАТО. |
| Ливан            |             | Тунис и Ливан споделят исторически и народни връзки. През юни 2010, тунизийският министър-председател Мохамед Ганоучи и ливанският министър-председател Саад Харири организират работна среща. Двете държави искат да подновят порцесът по Средиземноморския съюз. Също така Тунис потвърди подкрепата си към Ливан. |
| Пакистан         |             | Пакистан подкрепя Тунис, когато пълният му контрол над Бизерте е поставен под въпрос, като обявява града за основна баст от Тунис. Хората в Пакистан винаги са подкрепяли битката за свобода на туниийци. Бившият президент Хабиб Боургуиба също винаги е подкрепял гледната точка на Пакистна. Двете държави се наслаждават на добри отношения. |
| Катар            |             | Катар е сред най-големите Арабски инвеститори в Тунис. Отношенията между Катар и Тунис се подобряват значително между 2011 и 2013, когато кандидатът на движение „Възраждане“ печели изборите 2011 в Тунис и става министър-председател. Кооперацията между двете държави постепенно се увеличава след това. Само през 2012 двете държави са подписали десет договора за взаимопомощ. Един от тях е свързан с включването на Тунизийски вайници във войската на Катар. |
| Саудитска Арабия |             | През юли 2010, Министрите на финанси на двете държави подписват договор срещу двойното таксуване. Двамата казват, че това ще увеличи броят на търговски сделки между Тунис и Саудитска Арабия, стимулира повече инвестиции, и предполага по-голям брой обмен на експертиза. Още повече, подпомага инвестицията и развитието на Банка СТУСИД, свързани с финансовата кооперация между държавите и приносът на Фондът за развитие на Саудитска Арабия към процесът за развитие в Тунис. Министърът подчертава нуждата да се извлича от опита на двете държави в областта на данъци и износ, чрез основаването на споделен план за действие, затвърждавайки връзките. |
| Южна Корея       | Март 1969   | Установяването на дипломатичски отношения между двете държави е през март 1969. От 2015 г., Тунис и Южна Корея са съюзници според Спогодбата между нечленове на НАТО. |
| Сирия            |             | През Май 2010 година се състои единадесетата среща на Сирийско-тунизийската споделена комиия. Двете държави обменят опит и информация свързана със задомяване, пренос и туризъм. |
| Турция           |             | Тунис има посолство в Анкара и резидейнция в Истанбул. Турция има посолство в Тунис. И двете държави са членки на Средиземноморския сйюз. |

Европа
| Албания   |            | Двете държави имат множество подписани вогорои за взаимна помощ. И двете държави са членки на Средиземноморския съюз. |
| България  | 1956       | България има посолство в Тунис. Тунис е представен в България чрез посолството си в Белград, Сърбия. И двете държави са членки на Средиземноморския съюз. |
| Хърватия  | 1993-01-30 | Хърватска е представена в Тунис чрез посолството си в Рабат, Мароко и консулство в Тунис. Тунис е представен в Хърватска чрез посолството си във+ Виена, Австрия и консулство в Загреб. И двете държави са членки на Средиземноморския съюз. |
| Кипър     | 1999       | Кипър е представена в Тунис чрез посолството си в Париж, Франция. Тунис е представен в Кипър чрез посолството си в Рим, Италия и консулство в Ларнака. И двете държави са членки на Средиземноморския съюз. |
| Дания     |            | Дания е представена в Тунис чрез посолството си в Алжир, Алжир и консулство в Тунис. Тунис е представен в Дания чрез посолството си в Хага, Холандия и консулство в Копенгаген. И двете държави са членки на Средиземноморския съюз. |
| Финландия | 1956-06-08 | Дипломатически отношения между двете държави се установяват на 17 юли, 1959. От 1994 Финландия има посолство в Тунис. Преди това Финландия е била представена в Тунис чрез посолствата си в Алжир, Алжир и Рим, Италия. Тунис има посолство в Хелзинки. |
| Франция   |            | Отношения между Тунис и Франция Отношенията межде Тунис и Франция са специални вследствие на тяхната история, георгафско разположение и икономически отношения. Във Франция има голяма диаспо̀ра Тунизийски граждани, а в Тунис – френският език е широко разпространен. Бизнес и правителствените връзка са изобилни и поддържани двустранно. Франция внася най-много продукти от Тунис, Тунис внася най-много продукти от Франция. В последните години, голяма част от Френските компании отново са изнесли производството си в Тунис. |
| Гърция    |            | Отношения между Тунис и Гърция Гърция има посолство в Тунис. Тунис има пособство в Атина. |
| Италия    |            | Отношения между Италия и Тунис: |
| Малта     |            | Отношения между Малта и Тунис Двете държави установяват дипломатически отношения в годините след обявяването на независимост на Малта. Малта има посолство в Тунис. Тунис има посолство във Валета. И двете държави са членки на Средиземноморския съюз. Малта и Тунис обсъждат комерсиалната експлоатация на континенталната територия помежду им за добив на нефт Малтийският и Тунизийският Арабски език са много сходни. Двете държави са свързани исторически.                                                                     |
| Румъния   | 1963       | Отношения между Румъния и Тунис. Румъния има посолство в Тунис. Тунис има посолство в Букурещ и консулство в Тимисоара. |
| Русия     | 1956       | Отношенията между Русия и Тунис. Русия има посолство в Тунис, Тунис има посолство в Москва. |
| Сърбия    |            | Тунис и Сърбия са в добри отношения и са взаимно важни търговски партньори. Тунис е популярна туристическа дестинация за сърбите. |

Океания
| Австралия |                | Австралия е отбелязана в Тунис чрез резиденцията във Валета, Малта. Тунис има посолство в Канбера. |
| Вануату   | 1 ноември 1988 | Двете държави установяват дипломатически отношения на 1 ноември 1988 г.                            |